# Université pontificale catholique du Rio Grande do Sul
L’université pontificale catholique du Rio Grande do Sul (Pontifícia Universidade Católica do Rio Grande do Sul) est une université catholique, située dans la ville de Porto Alegre au Brésil. Elle a été fondée en 1930.

## Personnalités liées à l'université

### Professeurs
- Rosa Weber, magistrate

### Étudiants
- Carol Bensimon (1982-), écrivaine et traductrice.